# Міський округ (Сьєрра-Леоне)
Міський округ (англ. Urban District) — один із 2 округів Західної області Сьєрра-Леоне. Адміністративний центр — місто Фрітаун, столиця країни. Округ розташований на півострові і має вихід до Атлантичного океану, це найбільш заселений округ країни.

## Населення
Населення округу становить 1055964 особи (2015; 772873 у 2004, 469776 в 1985, 276247 в 1974, 127917 в 1963).

## Адміністративний поділ
У адміністративному відношенні округ складається з 8 вождівств:
| № | Назва        | Оригінальна назва | Площа, км² | Населення, осіб (2004) | Населення, осіб (2015) |
| - | ------------ | ----------------- | ---------- | ---------------------- | ---------------------- |
| 1 | Захід 1      | West 1            | 2,2        | 46 319                 | 53 981                 |
| 2 | Захід 2      | West 2            | 6,7        | 91 345                 | 130 149                |
| 3 | Захід 3      | West 3            | 20,7       | 113 294                | 188 576                |
| 4 | Схід 1       | East 1            | 1,7        | 55 166                 | 61 244                 |
| 5 | Схід 2       | East 2            | 1,8        | 79 934                 | 89 530                 |
| 6 | Схід 3       | East 3            | 45,3       | 316 409                | 448 572                |
| 7 | Центральне 1 | Central 1         | 2,3        | 50 271                 | 62 499                 |
| 8 | Центральне 2 | Central 2         | 0,8        | 20 135                 | 21 413                 |